# Walstrandung

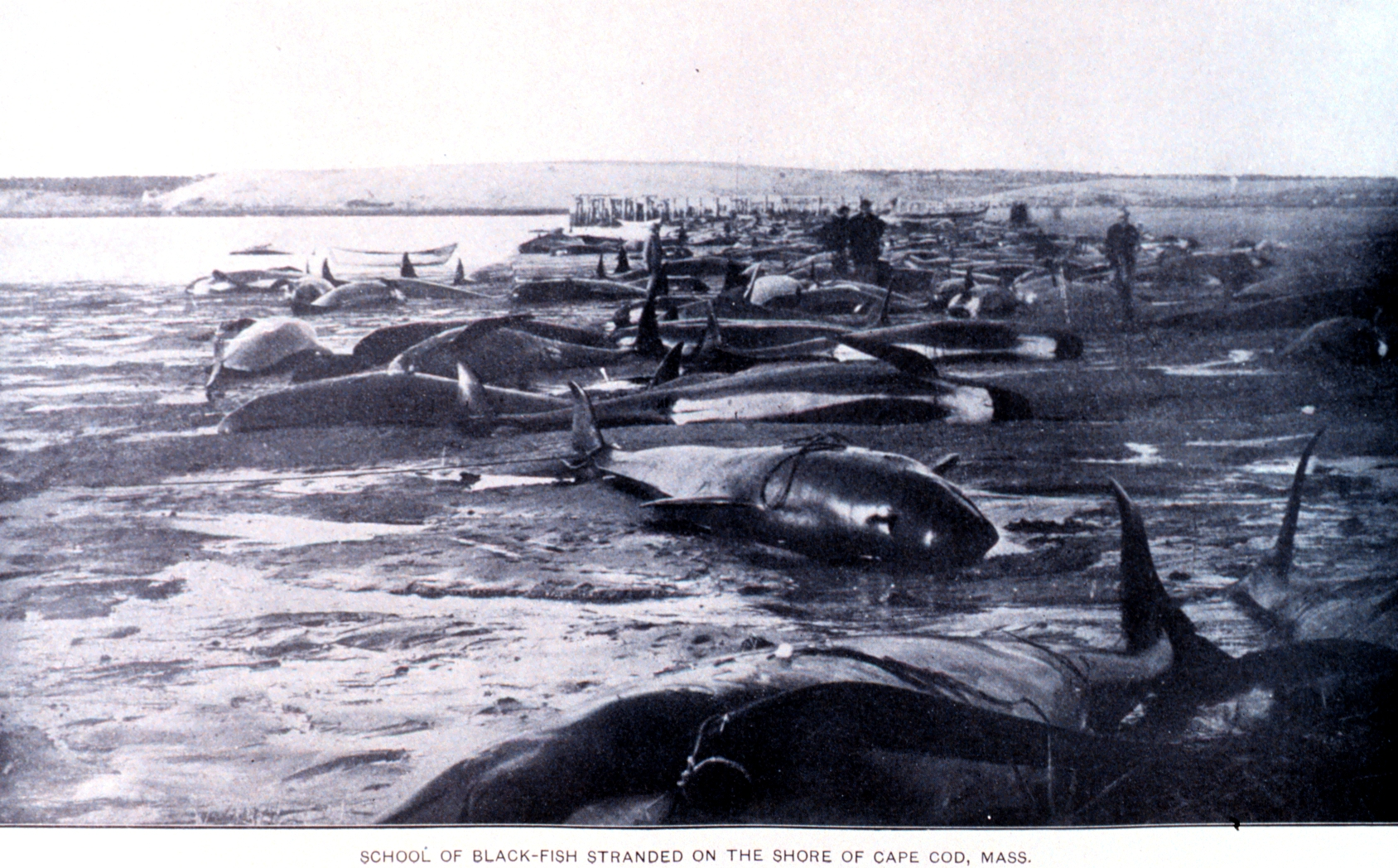
Massenstrandung von Grindwalen vor Cape Cod, 1902

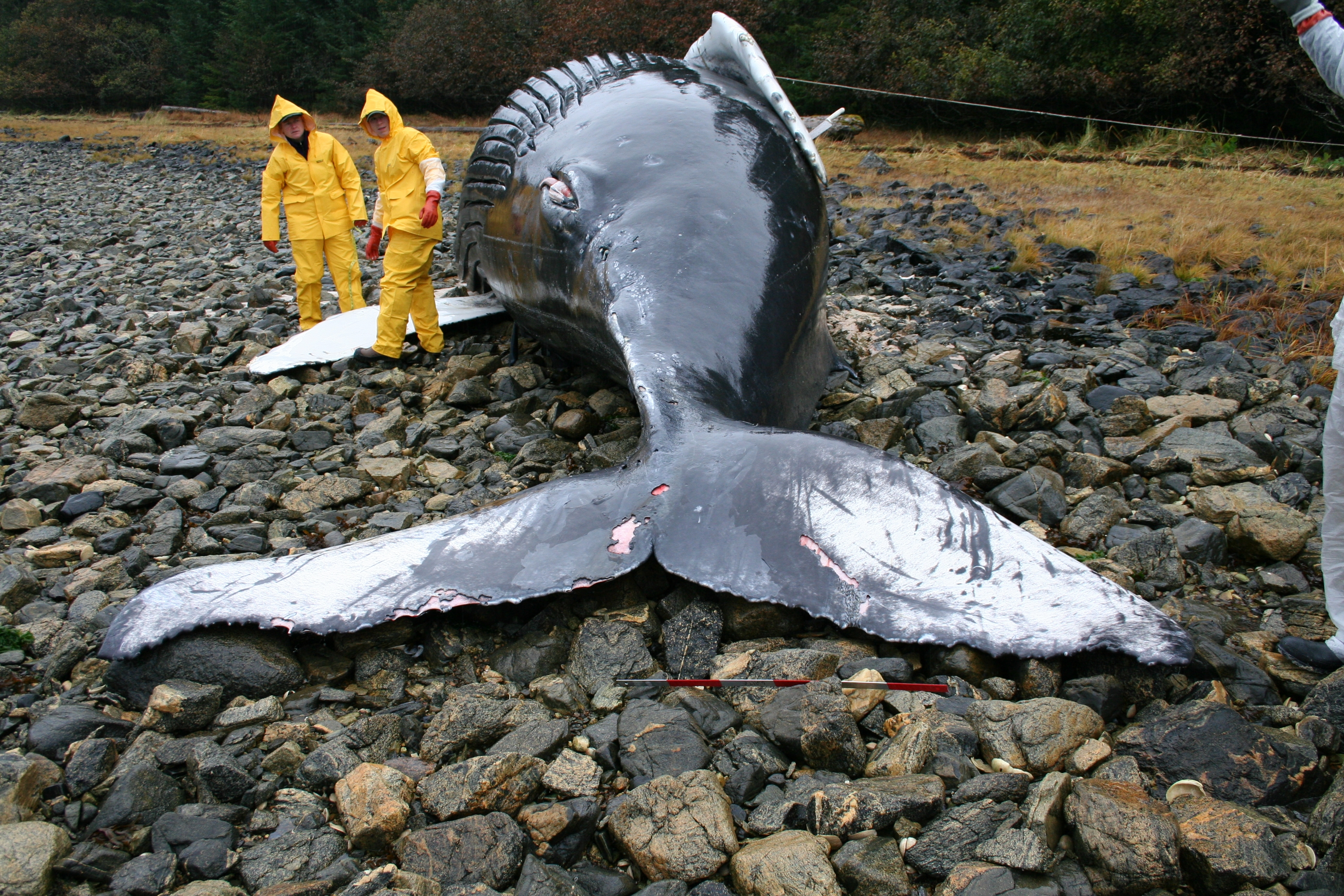
Gestrandetes Kalb eines Buckelwals in Alaska (2005)

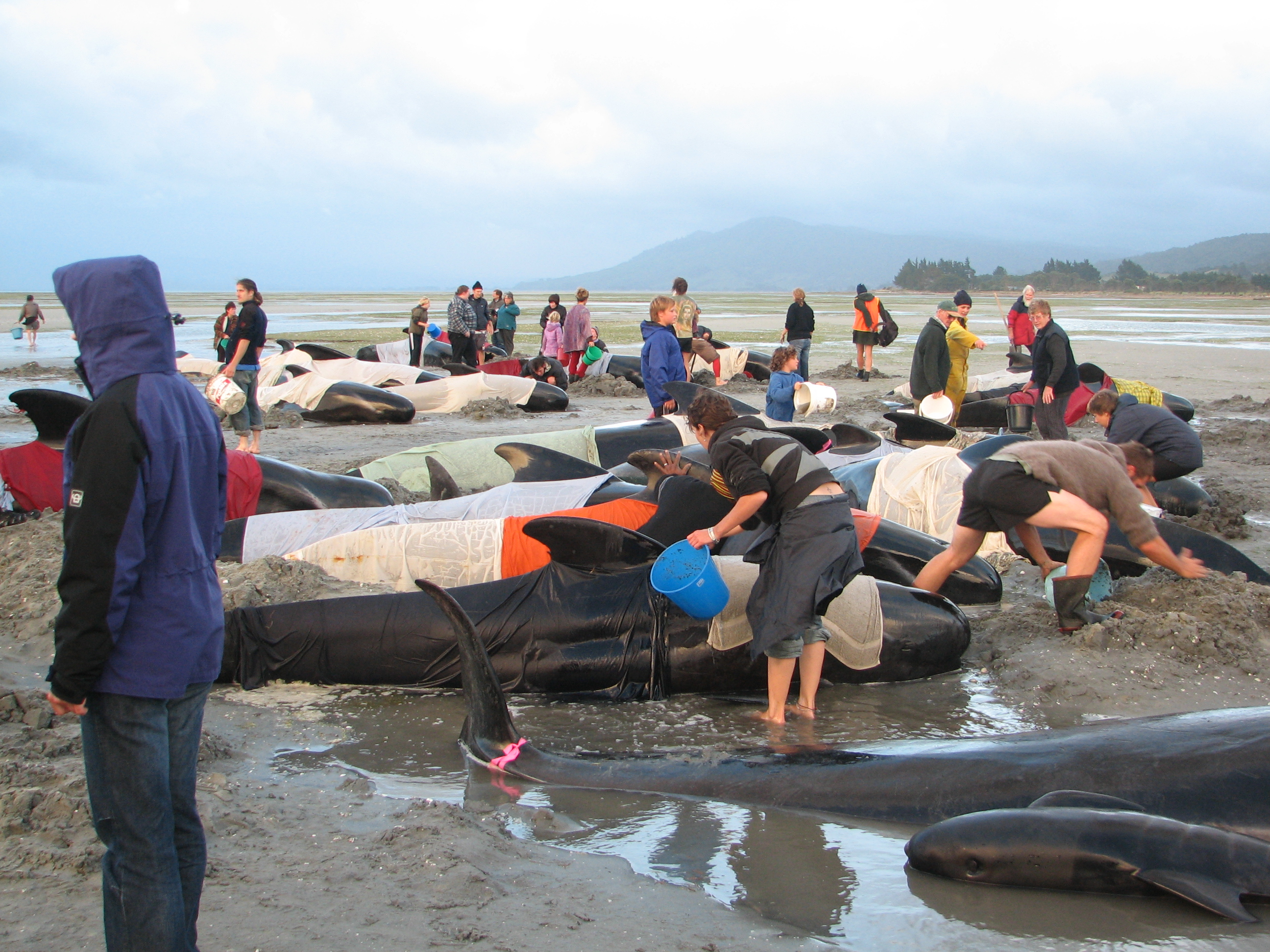
Gestrandete Grindwale in Neuseeland (2006)

Unter einer Walstrandung versteht man das unbeabsichtigte Auflaufen eines Wals auf den Strand oder eine Untiefe. Am bekanntesten sind dabei Massenstrandungen von Grind- und Pottwalen, bei denen mindestens drei Tiere zeitgleich an einem Küstenabschnitt stranden.

## Mögliche Ursachen
Die Ursachen von Walstrandungen werden bereits seit den 1980er Jahren erforscht. Mögliche Gründe für Massen- oder Einzelstrandungen setzen sich meist aus mehreren Faktoren zusammen, hierzu zählen:
- Klimatische Bedingungen, einschließlich Witterungsbedingungen, veränderter Meeresströmungen und Wassertemperaturen (z. B. aufgrund vom Klimaphänomenen wie El Niño[2])[1]
- Biologische Gründe, z. B. gesundheitliche Gründe (Infektionen, Parasitenbefall oder Verletzungen, z. B. durch Kollisionen mit Schiffsschrauben.[3])[1]
- Verhaltensbiologische Gründe; Tiere folgen, aufgrund der starken emotionale Bindungen innerhalb einer Gruppe, einem gestrandeten Tier[2], fliehen vor Feinden oder reagieren auf Stress, indem sie die Küste ansteuern[1]
- Fehlnavigation des Anführers[2]
- Beeinträchtigung des Lebensraumes durch toxische Kontaminationen innerhalb der Nahrungskette, sowie Unterwasserlärmverschmutzung des Wasserschalls durch Schiffsverkehr, seismische Untersuchungen und militärische Sonarexperimente.
- Störung des Magnetsinns durch natürliche Anomalien im Magnetfeld der Erde

Behauptungen, nach denen Offshore-Windparks die Ursache seien, werden von Seiten der Wissenschaft als irreführend eingestuft und betont, dass es „keinen erwiesenen Zusammenhang zwischen den Anlagen und den Todesfällen gestrandeter Wale gibt.“ In Australien führten solche Falschinformationen im Jahr 2023 dazu, dass Bürger, Politiker und Fischereivertreter gegen den Ausbau australischer Windfarmen mobilisierten.

## Historisches
Seit Ende des 16. Jahrhunderts sind in der Nordsee Pottwale gestrandet. Diese traten vor allem in den Wintermonaten zwischen November und Februar in der Zeit der männlichen Südwanderung auf.
Seit den 1990er-Jahren treten Walstrandungen im Zusammenhang mit militärischen Sonartests gehäuft auf. Im Dezember 2001 räumte die US Navy eine Mitschuld an der Strandung und dem Tod mehrerer Meeressäuger im März 2000 ein. Der von ihr mitverfasste Zwischenbericht kommt zu dem Schluss, dass die Tiere durch das aktive Sonar einiger Navy-Schiffe getötet oder verletzt wurden. Generell wird Unterwasserlärm, der noch immer im Zunehmen begriffen ist, vermehrt für Strandungen verantwortlich gemacht, da er die Kommunikation und den Orientierungssinn der Tiere beeinträchtigt.
Auch der Klimawandel scheint durch die Beeinflussung der großen Windsysteme der Erde und damit des Verlaufs der Meeresströmungen zu Walstrandungen zu führen. Mark Hindell und sein Team von der University of Tasmania in Hobart untersuchten Walstrandungen an der Küste von Tasmanien zwischen 1920 und 2002 und stellten fest, dass in gewissen zeitlichen Abständen jeweils größere Strandungsereignisse vorkamen. In den Jahren mit einer zehnfachen Anzahl von Strandungsereignissen wurde auch das Auftreten von starken Stürmen registriert, welche die Kaltwasserströmungen vermehrt in Küstennähe leiteten. In nährstoffreichem, kaltem Wasser finden Wale besonders viele Beutetiere, weshalb sie den Kaltwasserströmungen folgten und damit in diesen meteorologisch außergewöhnlichen Jahren in seichtere Gewässer gelangten als sonst, wo die Gefahr für Strandungen höher ist.
Da viele Wale und Delfine in Gruppenverbänden leben, folgen oder begleiten sie oft kranke oder geschwächte Tiere in seichte Gewässer, was bei Ebbe zu Massenstrandung führen kann.

## Umgang mit gestrandeten Walen
Einmal gestrandet, werden vor allem Großwale von ihrem eigenen Körpergewicht erdrückt, wenn sie nicht rechtzeitig ins tiefere Wasser zurückgelotst werden können. Zudem ist die Regulation der Körpertemperatur bei einem gestrandeten Wal nicht mehr gewährleistet und es besteht die Gefahr der Überhitzung.
Die meisten Wale sterben im offenen Meer und sinken nach dem Tod auf den Meeresgrund, wo sie zu einem sogenannten Walsturz werden. Da die Kadaver gestrandeter Wale Gase bilden und es so zu einer Walexplosion kommen kann, ist es sowohl aus Sicherheitsgründen als auch aus gesundheitlicher Sicht sinnvoller, gestrandete Walkadaver wieder ins Meer zu schleppen und sie dort zu versenken. Insbesondere bei Massenstrandungen wirkt man so auch einer möglichen Ausbreitung von Mikroorganismen entgegen, die sich bei der Verwesung bilden.
Forscher verwenden mittlerweile hochauflösende Satellitenkameras, um Massenstrandungen in dünn besiedelten und unbewohnten Gebieten rechtzeitig zu bemerken und Rückschlüsse hinsichtlich der Ursachen ziehen zu können. Alle festgestellten Massenstrandungen werden darüber hinaus genau erfasst und kartiert. Auch bei der im September 2020 eingetretenen Massenstrandung von Grindwalen vor Tasmanien wurde das Ereignis entdeckt, als erst 270 Tiere (von insgesamt etwa 470) gestrandet waren, so dass noch über 100 Wale gerettet werden konnten.

## Konkrete Fälle

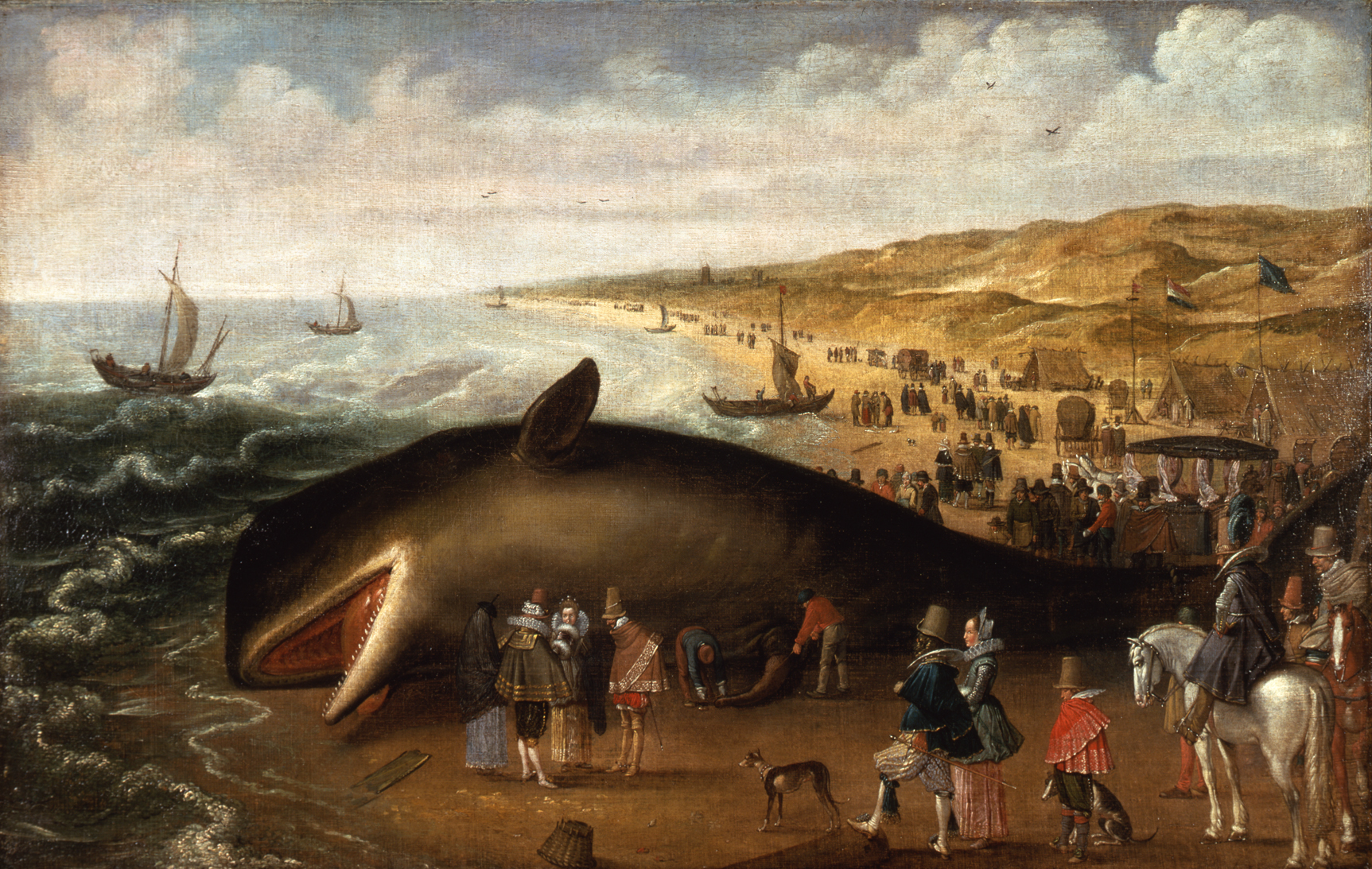
Schon früh wurden Walstrandungen auch in der Kunst zum Thema wie hier bei Esaias van de Veldes Gestrandetem Wal mit eleganten Betrachtern zwischen Scheveningen and Katwijk, ca. 1617

- 1918 strandeten rund 1000 Wale auf den Chathaminseln[13]
- 15./16. März 2000 strandeten auf den Bahamas, Mittelamerika, im Atlantik. Insgesamt 17 Wale und Delfine. Sieben starben. Stunden zuvor hatten Schiffe der US Navy aktives Sonar mittlerer Reichweite verwendet. Vier der gestorbenen Wale wurden untersucht: Drei zeigten Blutungen im Innenohr, einer im Gehirn.[14]
- Walstrandungen an der Nordseeküste 2016
- Walstrandungen in Haast (Neuseeland) 2017/18
- Walstrandungen in Stewart Island (Neuseeland) 2018
- Januar bis Ende Mai 2019 rund 70 Grauwale in Kalifornien, Oregon, Washington und Alaska – ähnlich viele zuletzt 2000[15]
- 50 Grindwale (tot im Sand) am Strand Löngufjörur auf der Halbinsel Snaefellsnes nördlich von Reykjavík, Island, am 18. Juli 2019 entdeckt[15]
- Im September 2020 strandeten 470 Grindwale bei Macquarie Harbour, Tasmanien, Australien, 110 davon konnten gerettet werden[11][12]
- Im November 2020 strandeten 97 Grindwale auf den zu Neuseeland gehörenden Chathaminseln im Südpazifik[13]
- Im September 2022 strandeten in der Bucht Macquarie Harbour, Tasmanien erneut rund 230 Grindwale am Ocean Beach.[16][2]
- 8. Oktober 2022: etwa 477 Grindwale verendeten im Oktober an zwei neuseeländischen Stränden; 232 Grindwale auf Chatham Island und am 10. Oktober 2022 wiederum 245 Grindwale auf der benachbarten Pitt Island, Neuseeland. Kein Tier überlebte, trotz Rettungsversuchen, ein Teil der Wale musste eingeschläfert werden.[17][18]
- 26./27. September 2023: fast 100 Grindwale strandeten in der Nähe der ehemaligen Cheyne Beach Whaling Station, bei Albany vor Australiens Küste, wobei Rettungsversuche scheiterten.[19]
- Am 12. Juli 2024 wurden auf der Orkney-Insel Sanday, ganz im Norden Schottlands 77 gestrandete Grindwale entdeckt. 65 waren tot, 12 mussten eingeschläfert werden. Die Organisation British Divers Marine Life Rescue (BDMLR) möchte mehrere Tiere obduzieren lassen.[20]